# تو بآو (جشن)
توبآو (به عبری: ט"ו באב)(به معنی پانزدهم ماه اَو) یکی از جشن‌های کوچک یهودی است و در دوران اخیر در اسرائیل به عنوان روز والنتاین ملی استفاده می‌شود.

## خاستگاه
برپایه میشنا،  توبآو یک جشن پر از شادمانی در روزگاران پرستش‌گاه اورشلیم و در ارتباط با خوشه‌چینی بوده‌است. دراین روز دختران باکره اورشلیم، با پوشیدن لباس‌های سپید قرض‌گرفته شده در کنار هم جممع شده و به پایکوبی می‌پرداختند. علت لباس قرض گرفته‌شده را برای کمک به کسانی دانسته‌اند که توانایی مالی خرید لباس را نداشته و بدین‌سان همگی باهم برابر می‌شوند.
تلمود نیز از این روز و جشن یوم کیپور، به عنوان بزرگترین جشن‌های یهودی، یاد نموده‌است.

## روزگار مدرن
امروزه این جشن در کنار تیشا بآو قرار گرفته ولی پایه مذهبی ندارد.
در روزگار مدرن، از این روز به عنوان روز عشق اسرائیلی یاد شده و در این روز جشن‌های عروسی برپا می‌شود و عاشقان به هم هدیه می‌دهند.